# Slezské Pavlovice
Slezské Pavlovice település Csehországban, a Bruntáli járásban. Slezské Pavlovice Osoblaha és Hlinka településekkel határos. Lakosainak száma 184 fő (2024. január 1.).

## Népesség
A település lakosságának változását az alábbi diagram mutatja:
| Lakosok száma | 555  | 497  | 437  | 295  | 246  | 195  | 213  | 213  | 163  | 184  |
|               | 1869 | 1900 | 1921 | 1961 | 1980 | 2011 | 2016 | 2019 | 2021 | 2024 |